# Oranjebuikhoningvogel
De oranjebuikhoningvogel (Dicaeum trigonostigma) is een bastaardhoningvogel die voorkomt op het Indisch Subcontinent en de Indische Archipel.

## Kenmerken
De oranjebuikhoningvogel is een kleine, gedrongen vogel die 8 cm lang is. Het mannetje van de oranjebuikhoningvogel is blauw van boven met een geeloranje rug, stuit en buik. De onderkant van de staart is blauw tot zwart, de keel en bovenkant van de borst zijn grijs. Onvolwassen vogels en vrouwtjes zijn veel minder kleurig, die zijn overwegend groengrijs, met een lichte, geelachtige stuit. Verder donkerder van boven dan van onder.

## Verspreiding en leefgebied
De oranjebuikhoningvogel komt voor in het uiterste noordoosten van India, Bangladesh, Myanmar, Thailand, Maleisië, Indonesië en de Filipijnen. Het is een algemeen voorkomende vogel van open landschappen met wat bos en struiken, secundair bos tot op een hoogte van 900 m boven de zeespiegel en zelfs in stadstuinen.
De soort telt 16 ondersoorten:
- D. t. rubropygium: Bangladesh via Myanmar tot het noordelijke deel van Centraal-Malakka.
- D. t. trigonostigma: centraal Malakka, Sumatra en de nabijgelegen eilanden.
- D. t. megastoma: de Natuna-eilanden.
- D. t. flaviclunis: Java, Bali en Krakatau.
- D. t. dayakanum: Borneo en de nabijgelegen eilanden.
- D. t. xanthopygium: de noordelijke Filipijnen.
- D. t. intermedium: Romblon.
- D. t. cnecolaemum: Tablas.
- D. t. sibuyanicum: Sibuyan.
- D. t. dorsale: de westelijk-centrale Filipijnen.
- D. t. besti: Siquijor.
- D. t. pallidius: Cebu.
- D. t. cinereigulare: de oostelijke en zuidelijke Filipijnen.
- D. t. isidroi: Camiguin.
- D. t. assimile: de centrale Sulu-eilanden.
- D. t. sibutuense: de zuidwestelijke Sulu-eilanden.

## Status
De oranjebuikhoningvogel heeft een zeer groot verspreidingsgebied en daardoor alleen al is de kans op uitsterven uiterst gering. De grootte van de populatie is niet gekwantificeerd. Er is geen aanleiding te veronderstellen dat de soort in aantal achteruit gaat. Om die redenen staat deze bastaardhoningvogel als niet bedreigd op de Rode Lijst van de IUCN.

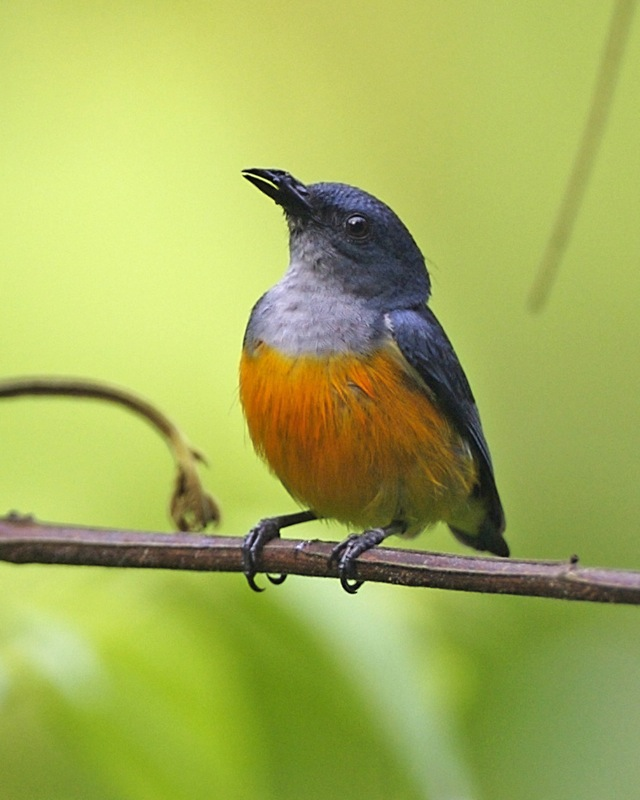
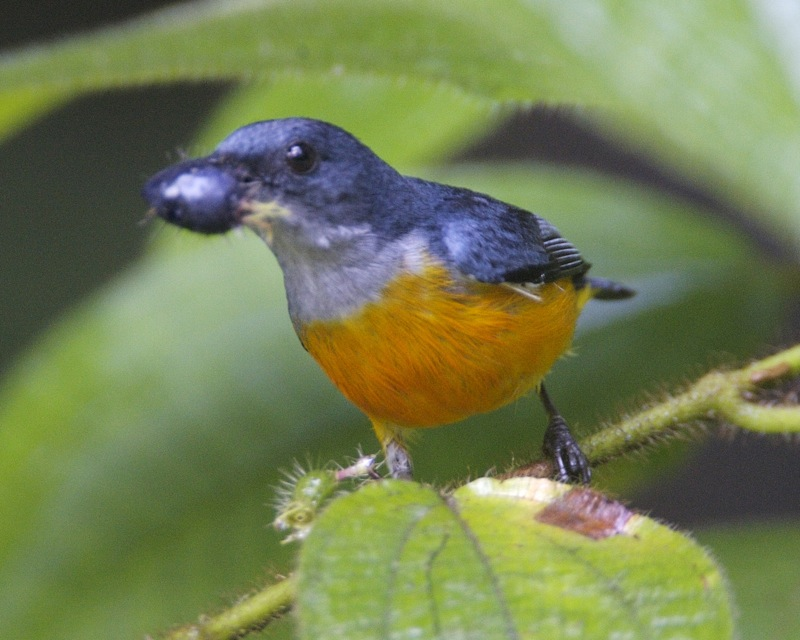
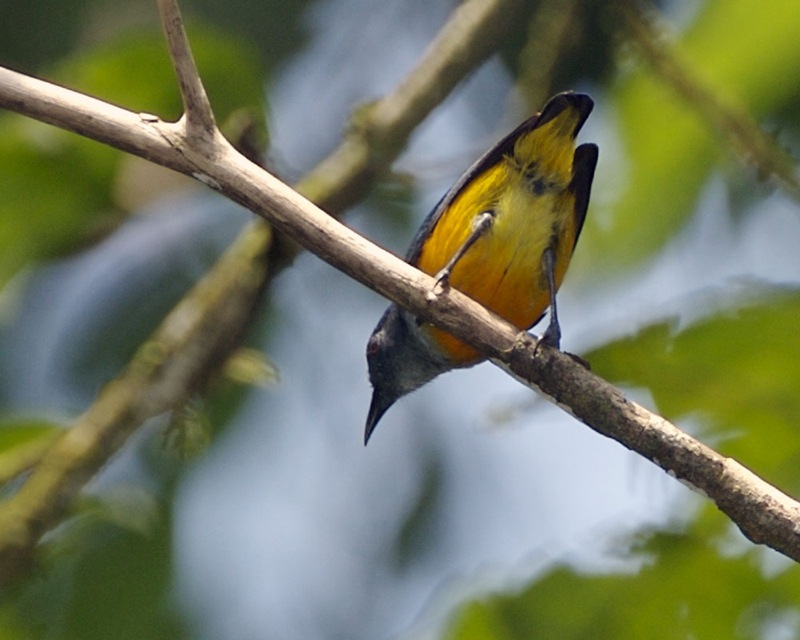